# Diaphanopellis
Diaphanopellis är ett släkte av svampar. Diaphanopellis ingår i familjen Coleosporiaceae, ordningen Pucciniales, klassen Pucciniomycetes, divisionen basidiesvampar och riket svampar.
|                | Chrysomyxa                                 |
|                |                                            |
|                | Coleosporium                               |
|                |                                            |
|                | Gallowaya                                  |
|                |                                            |
| Diaphanopellis | \| \| Diaphanopellis forrestii \| \| \| \| |
|                | \| \| Diaphanopellis forrestii \| \| \| \| |
|                | Ceropsora                                  |
|                |                                            |
|                | Diaphanopellis forrestii                   |
|                |                                            |

|  | Diaphanopellis forrestii |
|  |                          |